# 学級新聞
学級新聞（がっきゅうしんぶん）は、学校の児童・生徒達が作る新聞のこと。

## 内容
内容は学級・同学年・学校内の話題であることが多いが、学校近隣住民の話や社会問題を取り上げることも珍しくない。また、国語科や社会科、総合的な学習の時間など授業の一環として、与えられた若しくは自ら決めたテーマを調査し発表する場として用いられることもある。
新聞を用いた教育としては、既存の新聞を教材にして勉強するNIEもある。
なお、大学や高等学校で学生が編集する新聞は学生新聞とも呼ばれる。

## 形態・書式
形状は、教室の壁に掲示したときどの生徒にも見やすいよう大きめ字で、模造紙のような大きな紙であることが多い。社内報的意味合いの学級新聞は主に新聞部（係）の人が作成する。学級新聞のコンクールが開かれている。